# 中俄联合军演
中俄联合军演是指中华人民共和国和俄罗斯联邦共同参加的军事演习。自2002年以来，中俄双方举行了多次联合军事演习，已是常态化的合作形式。

## 历史
中俄两军联合军事演习的历史始于中华人民共和国建国初期。1957年8月2日，中国、苏联、朝鲜三国军队在三国交界沿海地区举行了以陆军为主、海军和空降兵协同歼灭敌方濒海集团的方面军进攻战役的大规模演习。苏联解体后的首次中俄联合军事演习为2002年上海合作组织成立之初的"演习－01"联合反恐军事演习，为中国首次与外国军队举行的反恐演习，也是中国人民解放军历史上第一次出境演习；而大规模战略性演习始自2005年夏举行的自海参崴（符拉迪沃斯托克）至黄海和胶东半岛的“和平使命”大规模联合军演。此后，中俄两军联合军演逐步实现了机制化，演习地域也从两国的“家门口”逐步扩展至日本海、南海、波罗的海、地中海，从俄国西伯利亚大草原扩展至中国内蒙古训练基地，演训领域由陆空、陆海空扩展至信息安全、联合反导、网络安全等新兴领域，演习级别则从战役战术演习提升至战略演习。
自苏联时代起，中苏/俄联合军演中的中方参演部队即要求其官兵掌握基本的俄语口令和对话。从演习导演部下达命令到各级指挥员执行命令均使用俄语。

## 和平使命
“和平使命”是继2002年“演习-01”及2003年“联合-2003”后在上合组织框架内举行的多边联合反恐军事演习，首次“和平使命”演习于2005年举行，自2014年每两年举行一次。经过多年发展，“和平使命”系列联合军事演习已成为上海合作组织框架下反恐安全合作的重要标志之一，也成为成员国之间促进对外军事交流的重要窗口。

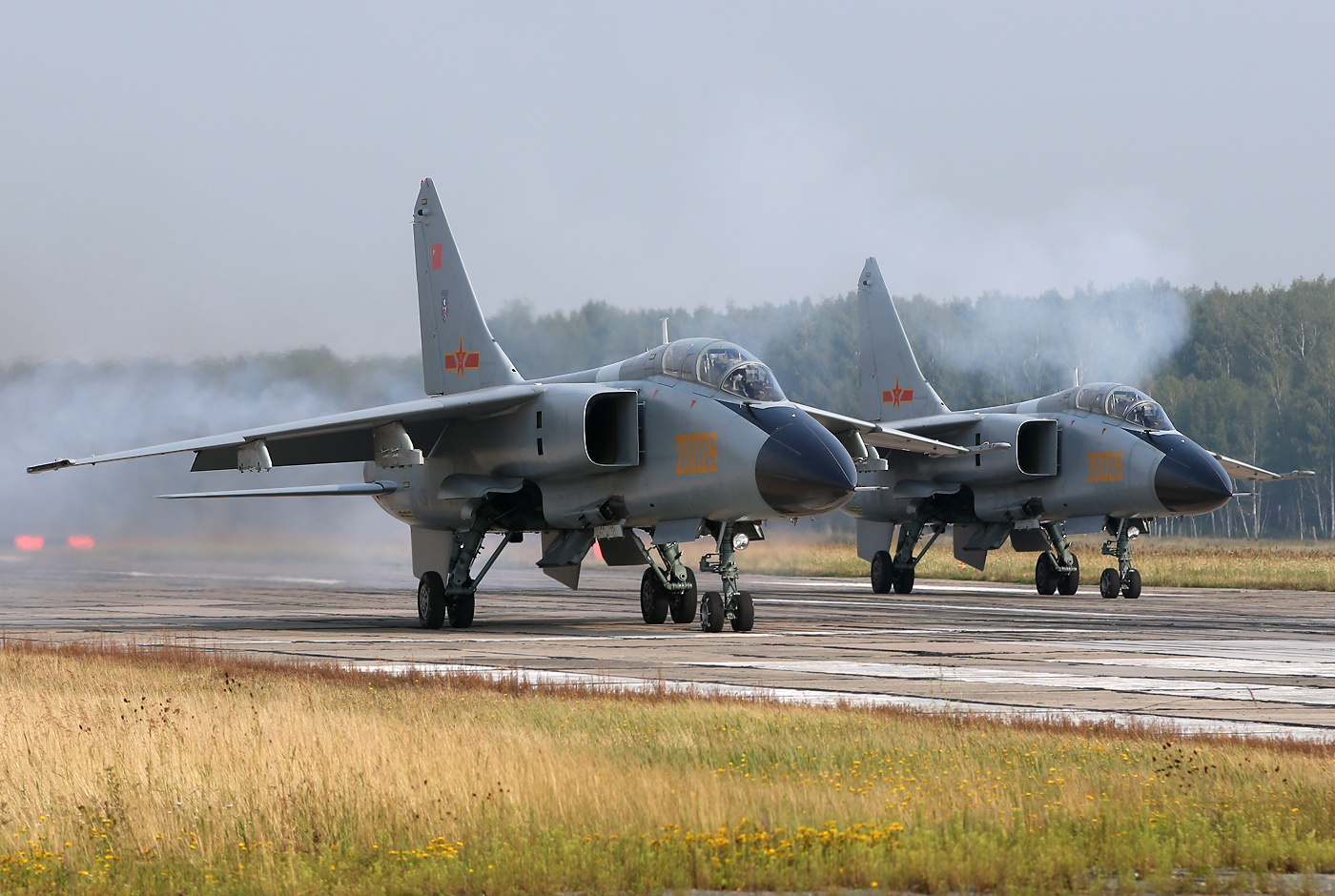
在車里雅賓斯克空軍基地參演的中國解放軍殲轟7

- 和平使命-2005: 2005年8月18日至25日，中俄在俄罗斯符拉迪沃斯托克和中国山东半岛及附近海域举行联合军演，双方派出陆、海、空军和空降兵、海军陆战队以及保障部（分）队近万人参加演习。
- 和平使命-2007:2007年8月10日，上海合作组织全部成员国家在俄罗斯车里雅宾斯克进行联合反恐军事演习。中国国家主席胡锦涛同俄罗斯总统普京等其他上合组织成员国元首到现场观摩，实战部分向全球实况转播。[2]
- 和平使命-2009: 2009年7月22日至26日，中俄在俄罗斯哈巴罗夫斯克和中国沈阳军区洮南合同战术训练基地举行联合反恐军事演习，中俄双方各派出1300人参演。此次演习的场景是：一伙受外国资助的国际恐怖分子潜入一座大城市，并组织群众性的暴乱。经过军事协商，中俄两国军队共同消灭了恐怖分子，并平息了骚乱。
- 和平使命-2013：2013年8月中旬，中俄兩國在俄罗斯切巴尔库尔進行反恐軍事演習，旨在令中俄兩軍能在沙場上並肩作戰，以及提供兩軍交流反恐策略的機會。演习共有1500多名军人和近250台军事设备参加。俄中联合飞行队包括了20多架飞机和直升机。[3]
- 和平使命-2014：2014年8月24日，在中国内蒙古朱日和基地展开为期6天的反恐演习。
- 和平使命-2016：是首次由吉尔吉斯斯坦担任总导演的上合联演，在吉尔吉斯斯坦巴雷克奇市“埃杰利维斯”训练中心举行。哈、中、吉、俄、塔分别派出陆军、空军力量参演，参演总兵力共1100人。此次联合演习是2003年以来上海合作组织成员国武装力量举行的第六次多边联合军演，也是“和平使命”系列第八次演习。[4]
- 和平使命-2018：2018年8月22日至29日，上合组织成员国在俄罗斯车里雅宾斯克州切巴尔库尔训练场举行联合军演，以“山地联合反恐怖行动”为主要内容，共3000多名官兵参演，战斗机、直升机以及坦克、步战车、自行火炮等各型武器装备500余台(架)。[5][6]
- 和平使命-2021：2021年9月11日至25日，上海合作组织成员国联合反恐军事演习将在俄罗斯奥伦堡州东古兹靶场举行。以联合反恐行动为主要内容。[7]

## 海上聯合
近年来，中國人民解放軍海軍和俄羅斯海軍着眼海上非传统领域安全和全球海洋战略稳定举行了多场联合军演。中俄“海上联合”系列军事演习自2012年首次举行以来已形成常态化机制，演习地点从俄罗斯周边的地中海、波罗的海海域到中俄周边的日本海海域，再到中国周边的黄海、东海、南海海域。
- 海上聯合-2012：2012年4月22日至27日，中俄在青岛附近海域举行海上联合演习，双方共派出各型舰艇25艘、飞机13架、直升机9架、特战分队2个参演。[8]
- 海上聯合-2013：2013年7月5日至12日，中俄在彼得大帝湾举行海上联合演习，双方共派出各型水面舰艇18艘、潜艇1艘、固定翼飞机3架、舰载直升机5架和特战分队2个参演。
- 海上聯合-2014：2014年5月，中俄海軍在東海舉行聯合軍演，參與軍演的軍備有艦艇、潛艇、固定翼飛機等[9]。演習過程中，曾有日本自衛隊军機進入演習區域，但遭到解放軍战斗机的阻攔，亦有傳聞稱日本方面有偵察船偽裝為漁船，到軍演區域搜集情報；事後，中國外交部批評日本的上述行為危險和挑釁[10]。
- 海上聯合-2015：演习分两阶段进行。第一阶段：2015年5月11日至21日，中俄在地中海海域举行海上联合演习，双方海军共派出各型水面舰艇9艘，以及舰载直升机、特战分队等兵力参演。这是解放軍海軍曾參與、距離中國本土最遠的演習[11]。第二阶段：2015年8月20日至28日，中俄在彼得大帝湾附近海域举行海上联合演习，双方海军共派出20余艘舰艇、20余架飞机和40多台两栖装备，进行了联合防空、联合反潜、联合登陆等课目的演习。据美国海军协会网站记载，两国部队向俄方太平洋沿岸地区派出了400余名陆战队员，展开了首次联合立体登陆演习。[12]
- 海上聯合-2016：2016年9月12日至19日，中俄两军在广东湛江以东海空域举行联合军事演习，是有史以来中俄开展的规模最大，实战化、信息化、规范化程度最高的海上军演。双方共派出各型水面舰艇13艘、潜艇2艘、飞机21架、两栖装备15台，以及250余名海军陆战队官兵。[13]
- 海上聯合-2017：演习分两阶段进行。第一阶段演习于7月21日～28日在波罗的海海域举行。第二阶段演习于9月18日～25日在日本海彼得大帝湾和鄂霍次克海阿瓦尼湾举行。此次规模虽不如前几届，但内容上却更复杂和专业，首次设置了“救援遇险坐底潜艇”课目。[14][15]
- 海上联合-2022：2022年12月21日至27日，中俄海軍在东海举行联合军事演习。[16]
- 海上聯合-2024：2024年7月14日，海上联合-2024在广东湛江开幕。[17]7月17日閉幕。[18]

## 其他
- 2009年9月18日，由中国海军第三批护航编队与俄罗斯海军护航编队共同参与的代号为“和平蓝盾－2009”的联合演练在亚丁湾西部海区举行。中俄双方共派出９艘各型水面舰艇参演。
- 2016年4月份兩國國防部宣布進行反導系統的首長司令部計算機模擬演習[19]，連線雙方的飛彈指揮系統形成一個共同的防空網，央視稱此一動作為了反制美國四處部屬的反導系統。

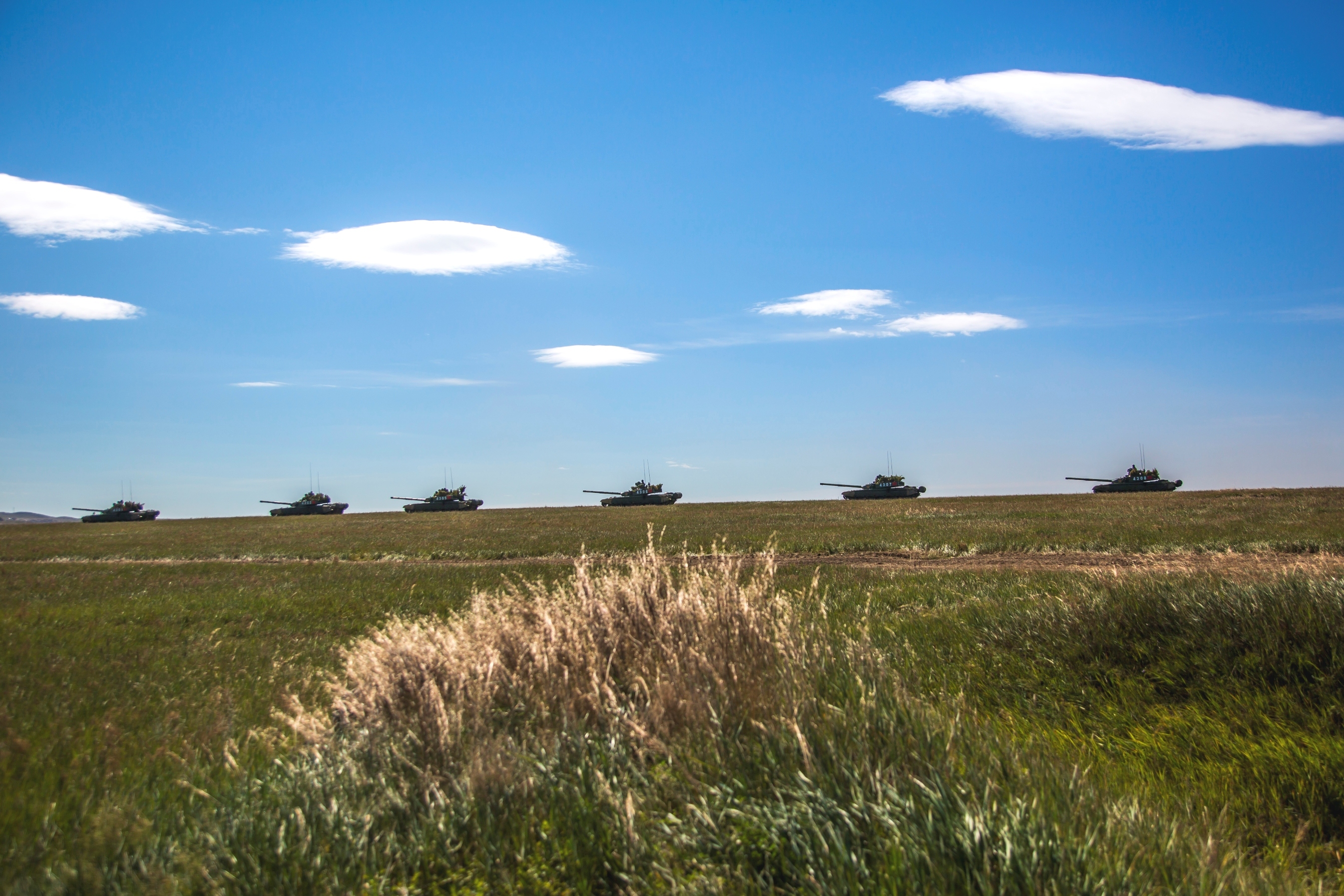
参加东方-2018演习的96A坦克

- 东方-2018：中俄两国于2018年8月中下旬至9月中旬在俄罗斯举行的战略演习，并于9月11日至15日双方在俄后贝加尔边疆区楚戈尔训练场共同组织联合战役行动演练。中方参演兵力约3200人，各型武器装备900多台，固定翼飞机和直升机30架，主要演练机动防御、火力打击、转入反攻等课目。[20]图－95、图－22、苏－27、苏－34、苏－35、米－26、卡－52等先进战机和T72B3坦克、2S19自行榴弹炮、“旋风”火箭炮、“山毛榉”－M2防空导弹、“伊斯坎德尔”导弹等俄军“明星”主战装备成系列公开亮相。此次演习规模“空前”，甚至超越了1981年苏联历史上规模最大的训练演习。[21]
- 中部-2019：于9月16日至21日在俄罗斯境内8个靶场以及吉尔吉斯斯坦、哈萨克斯坦和塔吉克斯坦等国靶场内进行。第一阶段重点演练战略首长司令部确定战役决心和制订战役计划，指挥部队应对“敌方”空袭、开展侦察搜索和组织防御部署；第二阶段重点演练指挥多国部队集群实施密集火力打击，对“敌”进行全面进攻。解放军西部战区1600人编有1个陆上作战群、1个空中作战群、1个特战突击队和1个指挥保障队参加演习。[22]
- 高加索-2020：2020年9月21日至26日在俄罗斯卡普斯京亚尔靶场及阿斯特拉罕州哈拉巴利区举行，中国派出200多名军人，携带轻型战车，搭乘多架运-20运输机参加。[23]
- 西部·联合-2021：2021年8月9日-13日，“西部·联合-2021”演习在陆军青铜峡合同战术训练基地举行。中俄双方共派出兵力1万余人，投入多型飞机、火炮和装甲装备，混合编组、合帐筹划、同台合练，演绎出一场现代化联合作战。[24]
- 東京急行：俄羅斯及其前身蘇聯自1970年代起，常規化派出轟炸機繞飛日本的演練行動，自2019年起中國亦有參與[25]。而從2022年及2024年起，中俄「東京急行」行動範圍分別擴大至南韓[26]，以及美國阿拉斯加防空識別區[27]。